# Нангуань

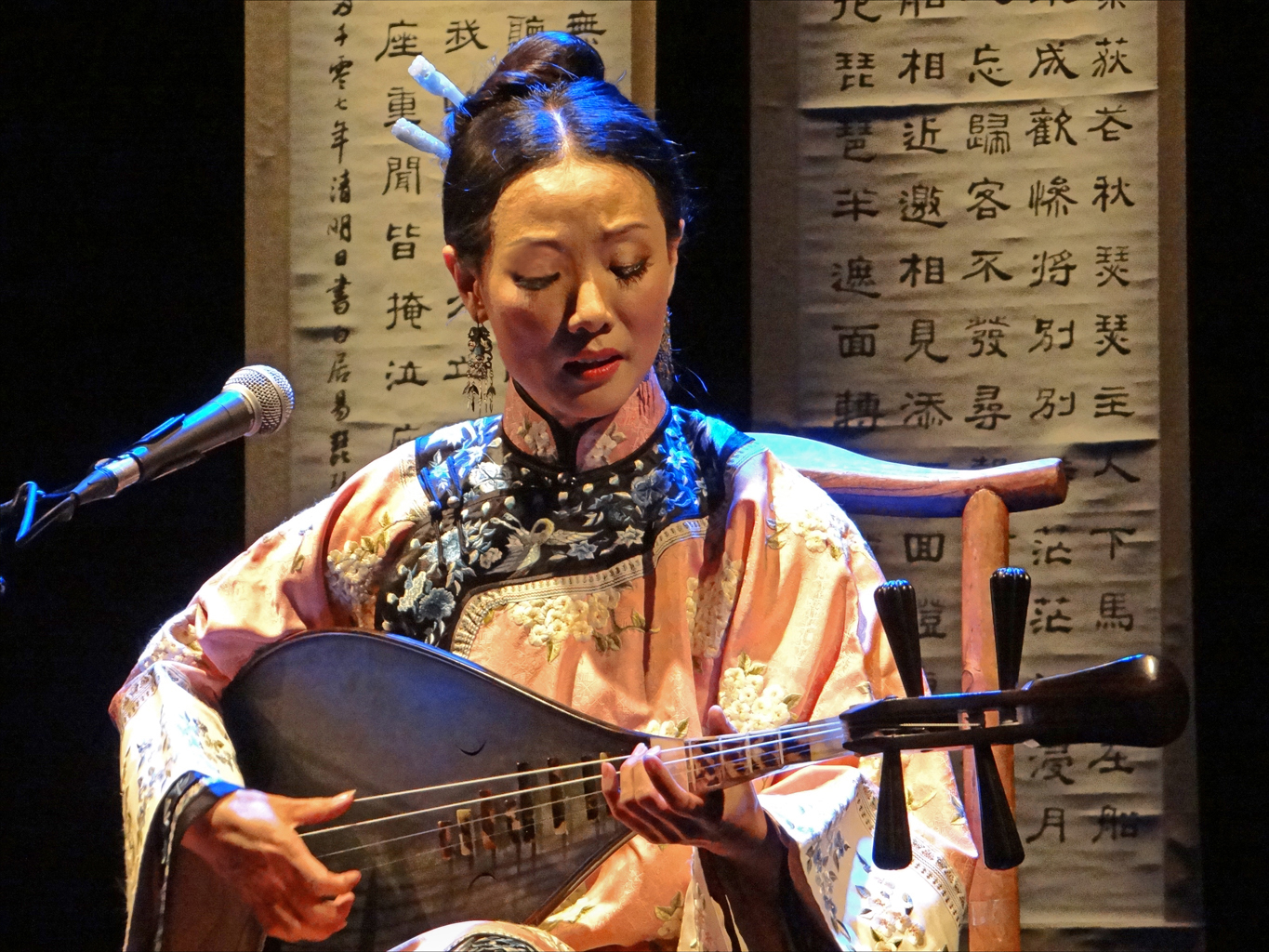
Ван Сінь-сінь грає на нангуань піпа. Нангуань піпу тримають у стародавній манері, як гітару, що відрізняється від майже вертикального способу, як зазвичай тримають піпу зараз.

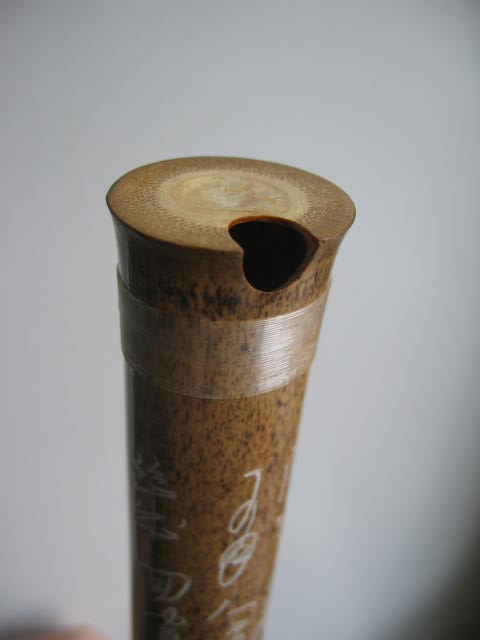
Мундштук флейти Сяо.

Нангуань (кит.: 南管; піньїнь: Nánguǎn; певедзі: Lâm-kóan; літ.: 'southern pipes'; також наньїнь, наньюе, сянгуань або наньцю) — стиль китайської класичної музики з південної китайської провінції Фуцзянь.
Він також популярний на Тайвані, зокрема Лукан на західному узбережжі, а також серед закордонних китайців у Південно-Східній Азії.
Фуцзянь — гірська прибережна провінція Китаю. Столицею провінції є Фучжоу, а Цюаньчжоу був великим портом у 7 столітті нашої ери, в період між епохами Суй і Тан. Розташований на важливому морському торговому шляху, він був каналом для елементів далеких культур. Результатом цього стало те, що тепер відомо як музика нангуань, яка сьогодні зберігає багато архаїчних рис.
Це жанр, який тісно пов'язаний з аматорськими музичними асоціаціями лише чоловіків (quguan або «пісенні клуби»), кожний з яких раніше зазвичай пов'язувалося з певним храмом, і розглядався як ввічливе досягнення та гідне соціальне служіння, відмінне від світу професійних артистів. Він зазвичай повільний, ніжний, делікатний і мелодійний, гетерофонічний і використовує чотири основні гами.
У 2009 році Нангуань було внесено до Репрезентативного списку нематеріальної культурної спадщини людства ЮНЕСКО.

## Стилі та інструменти
Репертуар нангуань поділяється на три стилі, що перетинаються, які називаються chí, phó· і khiok (zhi, pu і qu мандаринською мовою), що відрізняються контекстами, у яких вони відбуваються, їх функцією, значенням, яке їм надають музиканти, а також їхньою формою та тембром природи.
- Чі (指) сприймається як найбільш «серйозний» репертуар: це суто інструментальна сюїта, тривалість якої зазвичай перевищує тридцять хвилин, зазвичай складається з двох-п'яти частин, кожна частина відома як cu або dei («п'єса»). Кожна з них асоціюється з лірикою, яка натякає на історію, але, хоча це може означати походження з пісні чи опери, сьогодні чі є важливим і шанованим інструментальним репертуаром. Проте текст пісні значно полегшує запам'ятовування твору.
- Phó· (譜, pu піньїнь) буквально означає «нотація», більш формально — qingzou pu («витончена нотація»), зазвичай виконується ансамблем із 5 інструментів.[2]

Це твори, які не мають пов'язаних текстів і тому записані нотацією гончепу. Це інструментальний стиль, який використовує ширший діапазон, ніж chí, і акцентує увагу на технічному відображенні.
- Кіок (曲) — вокальний репертуар: у рукописі існує дві тисячі творів. Він легший і менш консервативний у репертуарі та виконанні, ніж chí. Найпопулярніші твори сьогодні мають швидкий звичайний метр і тривають близько п'яти хвилин.

Ансамбль нангуань зазвичай складається з п'яти інструментів. Пиріг (мубан (木板) або дерев'яний хлопак) зазвичай грає співак. Інші чотири, відомі як téng-sì-kóan або чотири вищі інструменти, — це чотириструнна лютня (gî-pê, або pipa 琵琶 мандаринською мовою), триструнна, безладова лютня зі зміїною шкірою і довгою декою, яка є предком японської сямісен, яка називається сам-хіян (саньсянь 三弦 мандаринською), вертикальна флейта (сяо (簫), також званий tōng-siau), і двострунний «твердий смичковий» інструмент під назвою jī-hiân, дещо відрізняється від кантонського erxian 二弦. Кожен із чотирьох дещо відрізняється від найзвичайнішої сучасної форми, тому його можна назвати «нангуан піпа» тощо. Кожен інструмент має фіксовану роль. Gî-pê забезпечує стабільний ритмічний малюнок, який підтримує сам-хіян. Тим часом siau, доповнений jī-hian, наповнює барвистими контрапунктами.
Ці інструменти є важливими для жанру, тоді як ē-sì-kóan 下四管 або чотири нижчих інструменти використовуються не в кожному творі. Це ударні інструменти, дзвін (hiangzua), комбінований дзвін і дерев'яний брусок, який називається giaolo, пара маленьких дзвіночків (xiangjin) і чотиритактний ксилофон, xidei. Поперечна флейта, яка називається pin xiao (ді мандаринською), і гобоєподібна aiya 噯仔 або xiao іноді додаються під час відкритих або церемоніальних виступів. Коли всі шість поєднуються з основними чотирма, весь ансамбль називається чап-ім або «десять звуків».

## Діаспора
Починаючи з 17-го століття, народність Хокло, які іммігрували з Фуцзяня на Тайвань, взяли з собою неформальну народну музику, а також більш ритуальні інструментальні та оперні форми, яким навчали в аматорських клубах, наприклад бейгуань і нангуань. Велику діаспору Хокло також можна знайти в Малайзії, Гуандуні, Гонконгу, Філіппінах, Сінгапурі, Бірмі, Таїланді та Індонезії, де їх зазвичай називають Хоккієн.
Є дві асоціації нангуань у Сінгапурі, а раніше їх було декілька на Філіппінах; Tiong-Ho Long-Kun-sia все ще активний. Ганг-а-цуй і Хан-Тан Юефу популяризували ансамбль нангуань за кордоном. На початку 1960-х років був заснований музичний ансамбль Цюаньчжоу нангуань, а також є ансамбль народної музики Фучжоу, заснований у 1990 році.

### Відео
- Nanyin на YouTube (video from UNESCO's Intangible Cultural Heritage of Humanity)